# Kristina Pronženko
Kristina Pronženko (in cirillico: Кристина Пронженко; Mastčoḩ, 10 dicembre 1988) è una multiplista tagika, ha rappresentato il proprio paese ai Giochi olimpici di Rio de Janeiro 2016.

## Carriera
Proveniente da una famiglia di atleti, Pronženko è attiva soprattutto nelle prove multiple. Ha gareggiato alle Olimpiadi di Rio de Janeiro 2016 nei 200 metri piani e detiene alcuni record nazionali in varie discipline.

## Record nazionali

### Outdoor
- 400 metri piani: 53"88 ( Chongqing, 7 giugno 2019)
- 400 metri ostacoli: 58"47 ( Taškent, 12 giugno 2019)

### Indoor
- 400 metri piani: 55"72 ( Ust-Kamenogorsk, 19 gennaio 2019)
- 800 metri piani: 2'22"2 ( Doha, 19 febbraio 2016)
- Salto in alto: 1,54 m ( Doha, 19 febbraio 2016)
- Pentathlon: 3435 p. ( Doha, 19 febbraio 2016)

## Palmarès
| Anno | Manifestazione         | Sede           | Evento        | Risultato | Prestazione | Note                                     |
| ---- | ---------------------- | -------------- | ------------- | --------- | ----------- | ---------------------------------------- |
| 2013 | Asiatici               | Pune           | Eptathlon     | 10ª       | 4.195 p.    |                                          |
| 2014 | Giochi asiatici        | Incheon        | Eptathlon     | 11ª       | 4.453 p.    |                                          |
| 2015 | Asiatici               | Wuhan          | Eptathlon     | 10ª       | 4.638 p.    |                                          |
| 2015 | Mondiali               | Pechino        | 200 m piani   | Batteria  | 25"77       |                                          |
| 2016 | Asiatici indoor        | Doha           | Pentathlon    | 5ª        | 3.435 p.    | Record nazionale                         |
| 2016 | Olimpiadi              | Rio de Janeiro | 200 m piani   | Batteria  | 25"53       |                                          |
| 2017 | Asiatici               | Bhubaneswar    | 400 m piani   | 6ª        | 54"62       |                                          |
| 2017 | Asiatici               | Bhubaneswar    | 400 m hs      | Batteria  | 61"80       |                                          |
| 2017 | Mondiali               | Londra         | 400 m hs      | Batteria  | 1'03"44     |                                          |
| 2017 | Giochi asiatici indoor | Aşgabat        | 400 m piani   | 6ª        | 56"89       |                                          |
| 2017 | Giochi asiatici indoor | Aşgabat        | Pentathlon    | dnf       | dnf         |                                          |
| 2018 | Giochi asiatici        | Giacarta       | 400 m piani   | Batteria  | 56"59       |                                          |
| 2018 | Giochi asiatici        | Giacarta       | 400 m hs      | Batteria  | 61"21       |                                          |
| 2019 | Asiatici               | Doha           | 400 m piani   | 7ª        | 54"56       |                                          |
| 2019 | Asiatici               | Doha           | 400 m hs      | Batteria  | 59"16       | Record nazionale                         |
| 2019 | Asiatici               | Doha           | 4x400 m misti | 6ª        | 3'27"35     |                                          |
| 2023 | Giochi asiatici        | Hangzhou       | 400 m piani   | Batteria  | 57"79       |                                          |
| 2023 | Giochi asiatici        | Hangzhou       | 400 m hs      | Batteria  | 1'03"16     | Miglior prestazione personale stagionale |